# World Athletics Relays 2021
Die 5. World Athletics Relays, inoffiziell auch als 5. Staffel-Weltmeisterschaften bezeichnet, fanden am 1. und 2. Mai 2021 im Stadion Śląski der polnischen Stadt Chorzów statt. Der Leichtathletik-Weltverband IAAF (seit 2020: World Athletics) bestätigte am 27. August 2019 den Gastgeber.

## Ergebnisse

### Frauen

#### 4 × 100 m Staffel
| Platz | Land        | Athletinnen                                                                                                  | Zeit (s) |
| ----- | ----------- | --- | -------- |
| 1     | Italien     | Irene Siragusa Gloria Hooper Anna Bongiorni Vittoria Fontana (Finale) Johanelis Herrera Abreu (Vorlauf)      | 43,79    |
| 2     | Polen       | Magdalena Stefanowicz (Finale) Klaudia Adamek Katarzyna Sokólska Pia Skrzyszowska Paulina Guzowska (Vorlauf) | 44,10    |
| 3     | Niederlande | Jamile Samuel Dafne Schippers Nadine Visser Naomi Sedney (Finale) Marije van Hunenstijn (Vorlauf)            | 44,10    |
| 4     | Japan       | Hanae Aoyama Mei Kodama Ami Saito Remi Tsuruta                                                               | 44,40    |
| 5     | Ecuador     | Ángela Tenorio Anahí Suárez Yuliana Angulo (Finale) Marizol Landázuri Virginia Villalba (Vorlauf)            | 44,43    |
| 6     | Dänemark    | Mathilde Kramer Astrid Glenner-Frandsen Mette Graversgaard Emma Beiter Bomme (Finale) Ida Karstoft (Vorlauf) | 45,34    |
|       | Frankreich  | Wided Atatou (Finale) Cynthia Leduc Maroussia Paré Sarah Richard-Mingas Orlann Ombissa-Dzangue (Vorlauf)     | DNF      |
|       | Schweiz     | Riccarda Dietsche Salomé Kora Cornelia Halbheer Cynthia Reinle                                               | DSQ      |

Finale: 2. Mai

#### 4 × 200 m Staffel
| Platz | Land     | Athletinnen                                                            | Zeit (s)   |
| ----- | -------- | ---------------------------------------------------------------------- | ---------- |
| 1     | Polen    | Paulina Guzowska Kamila Ciba Klaudia Adamek Marlena Gola               | 1:34,98 NR |
| 2     | Irland   | Aoife Lynch Kate Doherty Sarah Quinn Sophie Becker                     | 1:35,93 NR |
| 3     | Ecuador  | Ángela Tenorio Virginia Villalba Marizol Landázuri Anahí Suárez        | 1:36,86 SB |
| 4     | Dänemark | Louise Østergaard Emma Beiter Bomme Mathilde Kramer Mette Graversgaard | 1:37,80 NR |
| 5     | Kenia    | Joan Cherono Doreen Waka Monica Safania Maximila Imali                 | 1:38,26 NR |

2. Mai

#### 4 × 400 m Staffel
| Platz | Land                   | Athletinnen | Zeit (min) |
| ----- | ---------------------- | --- | ---------- |
| 1     | Kuba                   | Zurian Hechavarría Rose Mary Almanza Lisneidy Veitía Roxana Gómez | 3:28,41    |
| 2     | Polen                  | Kornelia Lesiewicz Małgorzata Hołub-Kowalik Karolina Łozowska (Finale) Natalia Kaczmarek Kinga Gacka (Vorlauf)                                                                                    | 3:28,81    |
| 3     | Vereinigtes Königreich | Laviai Nielsen (Finale) Ama Pipi Emily Diamond Jessie Knight Jessica Turner (Vorlauf) | 3:29,27    |
| 4     | Niederlande            | Eva Hovenkamp Lisanne de Witte Femke Bol Lieke Klaver (Finale) Eveline Saalberg (Vorlauf) | 3:30,12    |
| 5     | Italien                | Raphaela Lukudo Eleonora Marchiando Petra Nardelli Ayomide Folorunso | 3:32,69    |
| 6     | Deutschland            | Nadine Gonska Corinna Schwab Karolina Pahlitzsch Ruth Sophia Spelmeyer-Preuß | 3:33,00    |
| 7     | Belgien                | Paulien Couckuyt (Finale) Hanne Maudens (Finale) Margo van Puyvelde Camille Laus Cynthia Bolingo Mbongo (Vorlauf) Imke Vervaet (Vorlauf)                                                          | 3:37,66    |
| 8     | Frankreich             | Sounkamba Sylla (Finale) Brigitte Ntiamoah (Finale) Kellya Pauline (Finale) Kalyl Amaro (Finale) Amandine Brossier (Vorlauf) Sokhna Lacoste (Vorlauf) Shana Grebo (Vorlauf) Floria Gueï (Vorlauf) | 3:40,58    |

Finale: 2. Mai

### Männer

#### 4 × 100 m Staffel
| Platz       | Land | Athleten                                                                                           | Zeit (s) |
| ----------- | --- | -------------------------------------------------------------------------------------------------- | -------- |
| 1           | Italien | Fausto Desalu Marcell Jacobs Davide Manenti Filippo Tortu                                          | 39,21    |
| 2           | Japan | Ryūichirō Sakai Ryōta Suzuki Daisuke Miyamoto Hiroki Yanagita                                      | 39,42    |
| 3           | Dänemark | Simon Hansen Tazana Kamanga-Dyrbak Kojo Musah Frederik Schou-Nielsen                               | 39,56    |
|             | Niederlande | Joris van Gool Taymir Burnet Hensley Paulina (Finale) Christopher Garia Churandy Martina (Vorlauf) | DNF      |
| Deutschland | Michael Pohl (Finale) Joshua Hartmann Roy Schmidt (Finale) Marvin Schulte Julian Reus (Vorlauf) Deniz Almas (Vorlauf) | DNF                                                                                                |          |
|             | Brasilien | Rodrigo do Nascimento Felipe Bardi dos Santos Derick Silva Paulo André de Oliveira                 | DSQ      |
| Ghana       | Sean Safo-Antwi Benjamin Azamati Joseph Oduro Manu Joseph Paul Amoah                                                  | DSQ                                                                                                |          |

Finale: 2. Mai

#### 4 × 200 m Staffel
| Platz | Land        | Athleten                                                                | Zeit (s)   |
| ----- | ----------- | ----------------------------------------------------------------------- | ---------- |
| 1     | Deutschland | Steven Müller Felix Straub Lucas Ansah-Peprah Owen Ansah                | 1:22,43 SB |
| 2     | Kenia       | Mark Odhiambo Mike Mokamba Elijah Mathew Hesborn Ochieng                | 1:24,26 SB |
| 3     | Portugal    | Frederico Curvelo Delvis Santos Diogo Antunes André Prazeres            | 1:24,53 SB |
| 4     | Ecuador     | Álex Quiñónez Anderson Marquinez Steeven Salas Katriel Angulo           | 1:24,89 NR |
|       | Dänemark    | Steffen Udengaard Knudsen Simon Hansen Tazana Kamanga-Dyrbak Kojo Musah | DNF        |
|       | Polen       | Dominik Kopeć Adrian Brzeziński Łukasz Żok Karol Zalewski               | DSQ        |

Finale: 2. Mai

#### 4 × 400 m Staffel
| Platz | Land        | Athleten | Zeit (min) |
| ----- | ----------- | --- | ---------- |
| 1     | Niederlande | Jochem Dobber Liemarvin Bonevacia Ramsey Angela Tony van Diepen | 3:03,45    |
| 2     | Japan       | Rikuya Itō Kaitō Kawabata Kentarō Satō Aoto Suzuki (Finale) Kazuma Higuchi (Vorlauf) | 3:04,45    |
| 3     | Botswana    | Isaac Makwala Boitumelo Masilo Ditiro Nzamani Leungo Scotch | 3:04,77    |
| 4     | Italien     | Lorenzo Benati Alessandro Sibilio Brayan Lopez Vladimir Aceti | 3:05,11    |
| 5     | Südafrika   | Lythe Pillay Zakithi Nene Ranti Dikgale Oscar Mavundla | 3:05,76    |
| 6     | Kolumbien   | Jhon Perlaza Yilmar Herrera Jhon Solís Anthony Zambrano | 3:05,91    |
| 7     | Frankreich  | Victor Coroller (Finale) Gilles Biron (Finale) Ludovic Ouceni (Finale) Muhammad Kounta (Finale) Mamadou Kassé Hann (Vorlauf) Loïc Prévot (Vorlauf) Nicolas Courbière (Vorlauf) Thomas Jordier (Vorlauf) | 3:06,16    |
| 8     | Belgien     | Jonathan Sacoor Robin Vanderbemden Dylan Borlée Kevin Borlée | 3:10,74    |

Finale: 2. Mai

### Mixed

#### 4 × 400 m Staffel
| Platz | Land                    | Athleten | Zeit (min) |
| ----- | ----------------------- | --- | ---------- |
| 1     | Italien                 | Edoardo Scotti Giancarla Trevisan Alice Mangione Davide Re | 3:16,60    |
| 2     | Brasilien               | Anderson Henriques Tiffani Marinho Geisa Aparecida Coutinho Alison dos Santos                                                                                  | 3:17,54    |
| 3     | Dominikanische Republik | Lidio Féliz Anabel Medina Marileidy Paulino Alexander Ogando                                                                                                   | 3:17,58    |
| 4     | Belgien                 | Dylan Borlée (Finale) Cynthia Bolingo Mbongo Camille Laus Kevin Borlée Jonathan Sacoor (Vorlauf)                                                               | 3:17,92    |
| 5     | Vereinigtes Königreich  | Lee Thompson Zoey Clark (Finale) Yasmin Liverpool (Finale) Rabah Yousif Laviai Nielsen (Vorlauf) Emily Diamond (Vorlauf)                                       | 3:18,87    |
| 6     | Spanien                 | Samuel García (Finale) Andrea Jiménez Aauri Bokesa Bernat Erta Julio Arenas (Vorlauf)                                                                          | 3:19,65    |
| 7     | Irland                  | Andrew Mellon (Finale) Phil Healy Sharlene Mawdsley Christopher O’Donnell Thomas Barr (Vorlauf)                                                                | 3:20,26    |
| 8     | Niederlande             | Nout Wardenburg Eveline Saalberg (Finale) Laura de Witte (Finale) Terrence Agard (Finale) Femke Bol (Vorlauf) Lieke Klaver (Vorlauf) Tony van Diepen (Vorlauf) | 3:21,02    |

Finale: 2. Mai

#### 2 × 2 × 400 m Staffel
| Platz | Land      | Athleten                              | Zeit (min) |
| ----- | --------- | ------------------------------------- | ---------- |
| 1     | Polen     | Joanna Jóźwik Patryk Dobek            | 3:40,92 PB |
| 2     | Kenia     | Naomi Korir Ferguson Rotich           | 3:41,79 SB |
| 3     | Slowenien | Anita Horvat Žan Rudolf               | 3:41,95 SB |
| 4     | Belarus   | Ilona Welikanowitsch Ilja Karnawuchau | 3:48,06 PB |
| 5     | Portugal  | Dorothé Évora João Coelho             | 3:51,69 SB |
| 6     | Slowakei  | Daniela Ledecká Patrik Dömötör        | 3:54,01 SB |

1. Mai

#### Hürden-Pendelstaffel
| Platz | Land        | Athleten                                                             | Zeit (s) |
| ----- | ----------- | -------------------------------------------------------------------- | -------- |
| 1     | Deutschland | Monika Zapalska Erik Balnuweit Anne Weigold Gregor Traber            | 56,53 SB |
| 2     | Polen       | Zuzanna Hulisz Krzysztof Kiljan Klaudia Wojtunik Damian Czykier      | 56,68 SB |
| 3     | Kenia       | Priscilla Tabunda Michael Nzuku Rukia Nusra Omulisia Wiseman Mukhobe | 59,89 SB |

1. Mai